# Leptospirose der Hunde

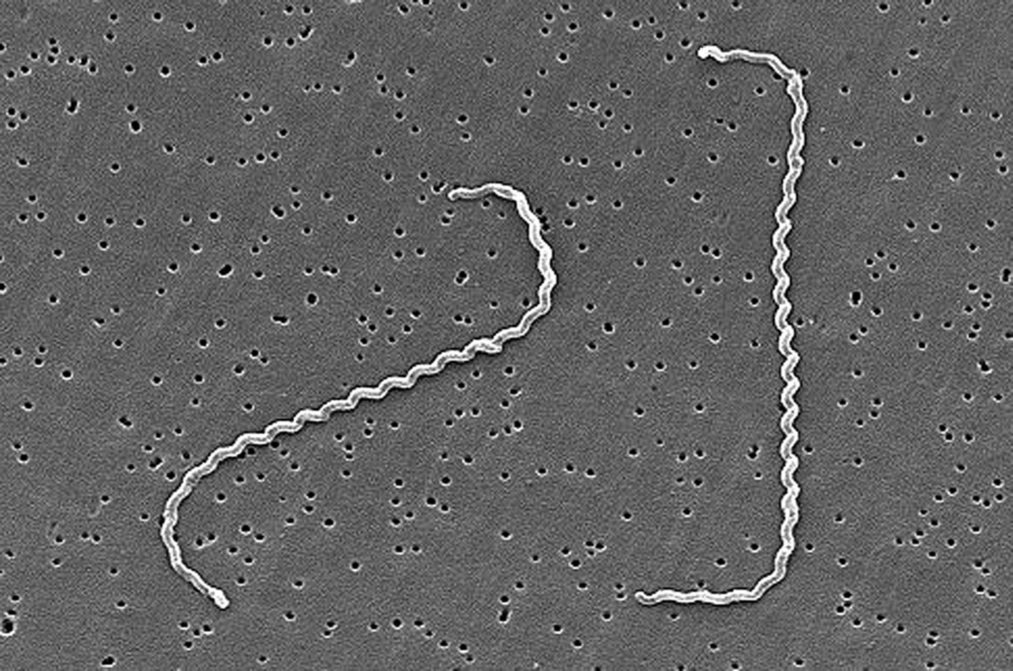
Leptospiren (REM-Aufnahme)

Die Leptospirose der Hunde ist eine weltweit vorkommende, durch Leptospiren (sogenannte Spirochäten, eine Bakteriengruppe) hervorgerufene, ansteckende Infektionskrankheit. Sie kann in verschiedenen Formen auftreten. Die Mortalitätsrate liegt bei etwa 10 %. Auch eine Infektion des Menschen (siehe Leptospirose) durch den Hund ist möglich, die Leptospirose ist eine Zoonose. Auch andere Tierarten können an Leptospirose erkranken, wobei meist spezifische Leptospirenarten Haupterreger sind.

## Geschichte
Die Krankheit Leptospirose wurde als erstes beim Hund beschrieben. Hofer dokumentierte sie erstmals 1852, also 34 Jahre vor der Beschreibung der menschlichen Leptospirose durch Adolf Weil in Heidelberg, und nannte sie Hundetyphus. 1899 wurde sie von Klett anlässlich einer Hundeausstellung in Stuttgart beschrieben, weshalb sie anfänglich auch den Namen Stuttgarter Hundeseuche trug, ein Name, der aufgrund des weltweiten Vorkommens der Erkrankung nicht mehr üblich ist. Die Abgrenzung der Erreger der caninen Leptospirose von der Weilschen Krankheit gelang 1933 den Forschern Klarenbeck und Schüffner.

## Krankheitsursache und -entstehung
Bei Leptospiren unterscheidet etwa 20 Arten (Genospezies) mit etwa 250 krankheitsauslösenden Serovaren. Für jedes Serovar gibt es Hauptwirte, also Tierarten, an die sich die jeweilige Bakterienart angepasst hat und die das eigentliche Erregerreservoir darstellen, sowie Nebenwirte, welche nur gelegentlich durch den Erregertyp infiziert werden. Hunde sind Hauptwirte von Leptospira  canicola und L. bataviae. Als Nebenwirt kann der Hund auch durch L. icterohaemorrhagiae (Hauptwirt Wanderratte), L. copenhageni (Hauptwirt Wanderratte), L. australis (Hauptwirte Wanderratte, Schweine), L. grippotyphosa (Hauptwirt Wühlmäuse), L. pomona (Hauptwirte Rinder und Schweine), L. sejroe (Hauptwirte Mäuse, Schweine), L. saxkoebing (Hauptwirt Mäuse) und L. bratislava (Hauptwirte Igel, Ratten und Schweine) infiziert werden. Während früher ausschließlich Infektionen durch Leptospira canicola und icterohaemorrhagiae klinisch beim Hund relevant waren, werden in jüngerer Zeit auch Infektionen mit den anderen Serovaren beobachtet, vermutlich aufgrund des meist vorhandenen Impfschutzes gegen die klassischen Erreger. Die Verteilung dieser Erreger variiert in Europa beträchtlich. In Deutschland sind derzeit vor allem L. bratislava und L. copenhageni verbreitet, darüber hinaus kommen nach neueren Angaben L. grippotyphosaa, L. icterohaemorrhagiae, L. australis, L. canicola, L. pomona, L. australis, L. saxkoebing und L. sejroe vor.
Leptospiren werden von infizierten Tieren im Urin ausgeschieden. Die Infektion erfolgt durch Kontakt über die Haut oder Schleimhäute. Als derzeitiger Hauptübertragungsweg gilt die Aufnahme von mit Rattenharn verunreinigtem Wasser in Pfützen. Die Erkrankung tritt vor allem im Spätsommer und Herbst auf. Die Inkubationszeit beträgt fünf bis sieben Tage.
In der Inkubationszeit verbreitet sich der Erreger im Blut (Bakteriämie), worauf der Körper Antikörper bildet, die den Erreger in sieben bis zehn Tagen aus dem Blut verdrängen. Sie setzen sich dann in verschiedenen Organen, vor allem in der Niere, aber auch Leber, Milz und Lymphknoten fest. In der Niere verursachen die Leptospieren eine interstitielle Nephritis mit Störung der Funktion der Nierenkanälchen oder sogar eine Tubulusnekrose. Der Körper reagiert auf die Bakteriämie mit der Bildung von Antikörpern, die die Erreger aus dem Blut und den meisten Geweben eliminiert, lediglich in Niere und Auge verbleiben Leptospiren. Etwa 8 % der Hunde bleiben dauerhafte Träger.

## Symptome
Klinisch äußert sich eine Leptospirose durch Fressunlust (Anorexie), Erbrechen und Fieber. Später sind die Tiere abgeschlagen, bewegungsarm, zeigen eine erschwerte Atmung, manchmal auch Gelbsucht (Ikterus), Blutungen (Hämorrhagien) und Gewebsdefekte (durch Nekrosen bedingte Erosionen) der Maulschleimhaut, Muskelzittern (Tremor) oder blutigen Stuhl infolge einer schweren Magen-Darm-Entzündung (Gastroenteritis). Die verschiedenen Serovare haben unterschiedliche Zielorgane. Während die Serogruppen Canicola und Grippotyphosa vor allem die Niere schädigen, befallen Icterohaemorraghiae und Pomona meist die Leber.
Eine häufige Harnabgabe kann als Folge einer akuten Nierenentzündung (Nephritis) auftreten. Ein Nierenversagen ist häufig und die ernsthafteste Komplikation der Erkrankung. Es kann ebenfalls zu einem Anstieg harnpflichtiger Substanzen im Blut (Azotämie) kommen.
Eine Lungenbeteiligung (severe pulmonary hemorrhage syndrome) äußert sich mit Husten (eventuell auch Bluthusten) und Atemnot. In einer retrospektiven Studie wurde bei 70 % der an Leptospirose erkrankten Hunde Lungenveränderungen festgestellt, von Hunden mit schwerer Atemnot überlebte nur ein Drittel die Erkrankung.

## Differentialdiagnosen
Neben spezifischen Infektionskrankheiten wie Hepatitis contagiosa canis, Staupe, Ehrlichiose und Babesiose sind weitere, durch Bakterien und Viren hervorgerufene fieberhafte Erkrankungen auszuschließen.

## Diagnose
Folgende Möglichkeiten der Diagnostik gibt es:
- Dunkelfeldmikroskopie des Urins nach Zusatz von 0,75 ml 10%igen Formalins / 10 ml Urin (geringe Sensitivität und Spezifität[1])
- Serologische Tests (Mikroagglutinationsreaktion)
- Anzüchtung des Erregers aus Urin oder heparinisiertem Blut (aufgrund des langsamen Wachstums zur Diagnostik aber nicht zur Feststellung einer konkreten Erkrankung geeignet[1])
- Histopathologische Untersuchung der Leber und Niere mit Nachweis der Leptospiren mittels Silberimprägnation
- Immunfluoreszenztest auf Antikörper in Niere oder Urin
- Polymerase-Kettenreaktion (PCR) aus Urin und Niere.

Antikörper lassen sich erst ab einer Woche nachweisen, weshalb diese Untersuchungsmethode keine Sicherheit für die Behandlung akuter Erkrankungsfälle liefert. Bei negativem Ergebnis und klinischem Verdacht auf eine Leptospirose sollte der Test nach ein bis zwei Wochen wiederholt werden. Goldstandard zum Antikörpernachweis ist die Mikroagglutinationsreaktion (MAR). In der frühen Krankheitsphase sind nur IgM nachweisbar, allerdings lassen sich mit diesen, im Gegensatz zu den erst ab der zweiten Woche auftretenden IgG, wegen Kreuzreaktionen nicht die Serovare bestimmen. Zudem können auch subklinische Infektionen oder Impfungen eine Antikörperbildung auslösen. Deshalb weisen nur Titer größer/gleich 1:800 auf eine akute Infektion hin oder ein Titeranstieg um das Vierfache wenn der Hund nicht innerhalb der letzten vier Wochen geimpft wurde. Auch hohe IgM bei niedrigen IgG bei einem Hund dessen Impfung vier Wochen oder länger zurück liegt sprechen für eine kute Leptospirose. Liegen Infektionszeitpunkt oder Impfung länger zurück, dann sind hohe IgG aber niedrige bis fehlende IgM typisch.
Um eine Akutinfektion nachweisen zu können, empfehlen sich molekulare Untersuchungsverfahren wie die PCR. Bereits in der ersten Krankheitswoche lässt sich damit Bakterien-Nukleinsäure im Blut nachweisen. In der zweiten Krankheitswoche tritt keine Leptospiren-Nukleinsäure mehr im Blut, dafür aber im Urin auf. Da der Infektionszeitpunkt selten bekannt ist, sollten beide Körperflüssigkeiten untersucht werden. Die Probeentnahme muss dabei vor einer verdachtsweisen Antibiotikabehandlung durchgeführt werden. Ist nur der Nachweis im Urin positiv, kann auch nur eine subklinische Infektion oder ein Dauerausscheider vorliegen. Eine Behandlung ist aber dennoch angezeigt, um das Infektionsrisiko für den Menschen und andere Hunde zu minimieren.

## Therapie
Die Behandlung erfolgt durch Gabe von Antibiotika. Mittel der Wahl ist Doxycyclin über 14 Tage, da der Wirkstoff zu einer schnellen Erregerelimination führt. Liegt Erbrechen vor, ist zunächst ein anderes Antibiotikum wie Penicillin G oder Ampicillin zu injizieren. Neben der Antibiose müssen in der Regel allgemein unterstützende Behandlungen im Sinne einer symptomatischen Therapie erfolgen. Bei Nierenversagen ist eine Dialyse angezeigt, bei schweren Lungenblutungen ist eine Sauerstofftherapie.

## Bekämpfung
Die einfachste Form der Verhütung ist die Vermeidung übermäßigen Kontakts zu anderen Hunden, obwohl das nicht der Sozialisation von Hunden förderlich ist.
Für eine Impfung gibt es Impfstoffe von allen größeren Herstellern, auch als Mehrfachimpfung gegen weitere Hundekrankheiten. Der Impfschutz währt allerdings weniger als ein Jahr und schützt bei den meisten Impfstoffen nur gegen L. canicola und L. icterohaemorrhagiae, nicht aber gegen die mittlerweile viel häufiger vorkommenden anderen Serovare. Die Leptospiroseimpfung ist zwar in der aktuellen Diskussion zur Verlängerung der Impfintervalle ausdrücklich ausgenommen und wird nach den derzeitigen Impfempfehlungen nach wie vor jährlich empfohlen, eine Erweiterung des verimpften Erregerspektrums und eine Reduktion des Impfintervalls auf 6 Monate scheinen aber erforderlich. 2013 wurde ein Impfstoff von Zoetis zugelassen, der neben L. canicola und L. icterohaemorrhagiae auch gegen L. grippotyphosa sowie Tollwut schützt (Versican L3R), MSD Intervet brachte 2013 einen Impfstoff mit den Komponenten L. canicola, L. icterohaemorrhagiae, L. grippotyphosa und L. australis/L. bratislava (Nobivac L4) auf den Markt. Für die Grundimmunisierung sind zwei Impfungen im Abstand von einem Monat notwendig, auch wenn ein neuer Impfstoff mit breiterem Serovarspektrum verwendet wird, sollte neu grundimmunisiert werden. Liegt die letzte Impfung mehr als 18 Monate zurück, ist ebenfalls eine erneute Grundimmunisierung erforderlich. Nach überstandener Erkrankung sollten die Tiere weiterhin geimpft werden, da nicht bekannt ist, wie lange die Immunität anhält.